# Вартково
Вартково (пол. Wartkowo, нім. Wartekow) — село в Польщі, у гміні Ґосьцино Колобжезького повіту Західнопоморського воєводства.
Населення — 427 осіб (2011).

## Демографія
Демографічна структура станом на 31 березня 2011 року:
|          | Загалом | Допрацездатний вік | Працездатний вік | Постпрацездатний вік |
| -------- | ------- | ------------------ | ---------------- | -------------------- |
| Чоловіки | 207     | 44                 | 142              | 21                   |
| Жінки    | 220     | 55                 | 122              | 43                   |
| Разом    | 427     | 99                 | 264              | 64                   |